# Benjamin Mühlemann
Benjamin Mühlemann, né le 1er février 1979 (originaire de Mollis et Seeberg), est une personnalité politique suisse, membre du Parti libéral-radical.
Il est membre du Conseil d'État du canton de Glaris, à la tête du département des finances et de la santé, depuis 2012 et député du canton de Glaris au Conseil des États depuis décembre 2023.

## Biographie
Benjamin Mühlemann naît le 1er février 1979 dans le canton de Glaris, où il passe également son enfance. Il est originaire de Mollis, dans le canton de Glaris, et de Seeberg, dans le canton de Berne.
Il est titulaire d'un diplôme en journalisme et communication de l'Université des sciences appliquées de Zurich (ZHAW de Winterthour). Il travaille au terme de ses études comme rédacteur pour le journal Südostschweiz (de), puis à partir de 2005 pour l'entreprise Axpo. Il est ensuite engagé à partir du 1er décembre 2008 comme directeur de la communication par l'Association suisse et liechtensteinoise de la technique du bâtiment (suissetec) (de),.
Il est marié et père de deux enfants. Il habite à Mollis, dans le canton de Glaris.

## Parcours politique
Il siège de 2010 à 2014 au Landrat du canton de Glaris.
Il est membre du Conseil d'État du canton de Glaris depuis 2014, où il succède à Marianne Dürst. Il est d'abord à la tête du département de la formation et de la culture, puis de celui des finances et de la santé à partir de 2021. Il préside le gouvernement pour les années 2022 à 2024. À la suite de son élection au Conseil des États, il se retire après la landsgemeinde de mai 2024, le double mandat exécutif cantonal-législatif fédéral étant prohibé. Il est remplacé par l'UDC Thomas Tschudi. 
Il est élu au premier tour au Conseil des États en octobre 2023, obtenant clairement le meilleur score des trois candidats,. Il succède à Thomas Hefti, du même parti, qui ne se représentait pas. Il siège au sein de la Commission de la science, de l'éducation et de la culture (CSEC) et de la Commission des finances (CdF).